# 岐阜協立大学
岐阜協立大学（ぎふきょうりつだいがく、英語: Gifu Kyoritsu University、公用語表記: 岐阜協立大学）は、岐阜県大垣市北方町5-50に本部を置く日本の私立大学。1967年創立、1967年大学設置。大学の略称は岐協大。
大学名は2019年3月まで岐阜経済大学（ぎふけいざいだいがく、略称：岐経大）であった。

## 建学の精神・社会的使命
建学の精神
- 創造発見
- 知才涵養
- 資質発揚
- 地域貢献

社会的使命
「創知資地」知を創り、地に資する

## 概観
1967年1月、地元自治体、産業界、教育界の支援を受けて岐阜経済大学開学。当時、岐阜県内の大学には経済学部がなかったことから、岐阜県下初の社会科学系公設民営大学として設立された。
1998年、地域社会との連携によって教育活動を推進するため、「マイスター倶楽部」・「ソフトピア共同研究室」を相次いで開設した。
学生と教職員が一丸となって、中心市街地の活性化、まちづくり活動、小中高校の総合学習支援、産業界との連携による情報システム研究などに取り組む。
2016年1月、経営基盤の強化を図るため、大垣女子短期大学と、運営する学校法人の合併に向けた協議を開始。
2017年1月11日付けで文部科学大臣の認可を受け、2017年4月1日に学校法人大垣総合学園が誕生した。

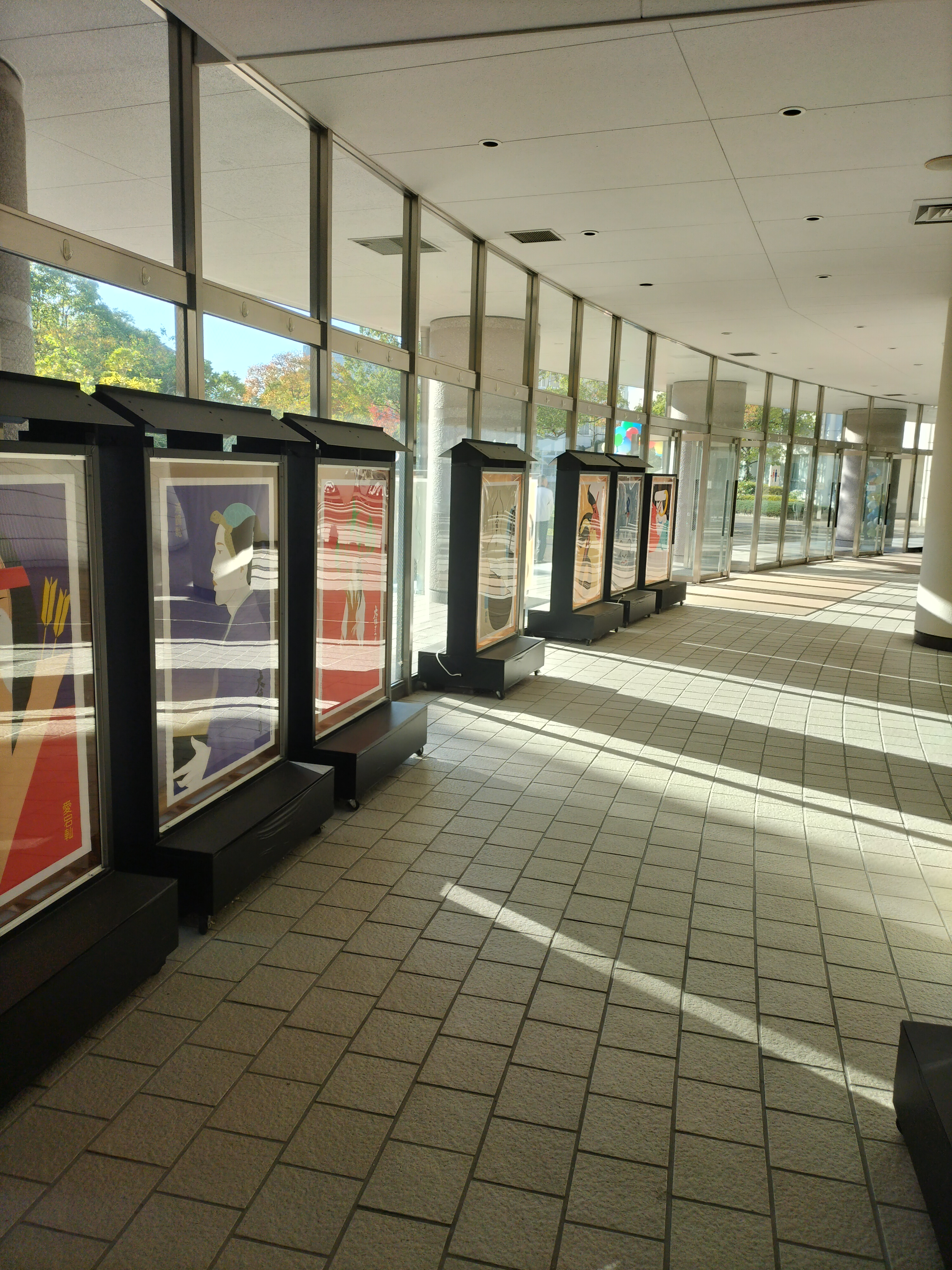
日本国際ポスター美術館

### NPO法人日本国際ポスター美術館の開設
1996年10月25日に7号館の1階に日本国際ポスター美術館が開設されている。
収蔵するポスターは世界中の作品を展示。
常設展の他、大垣祭り世界のポスター展などの特別展、2年に1回の招待展を開催している。

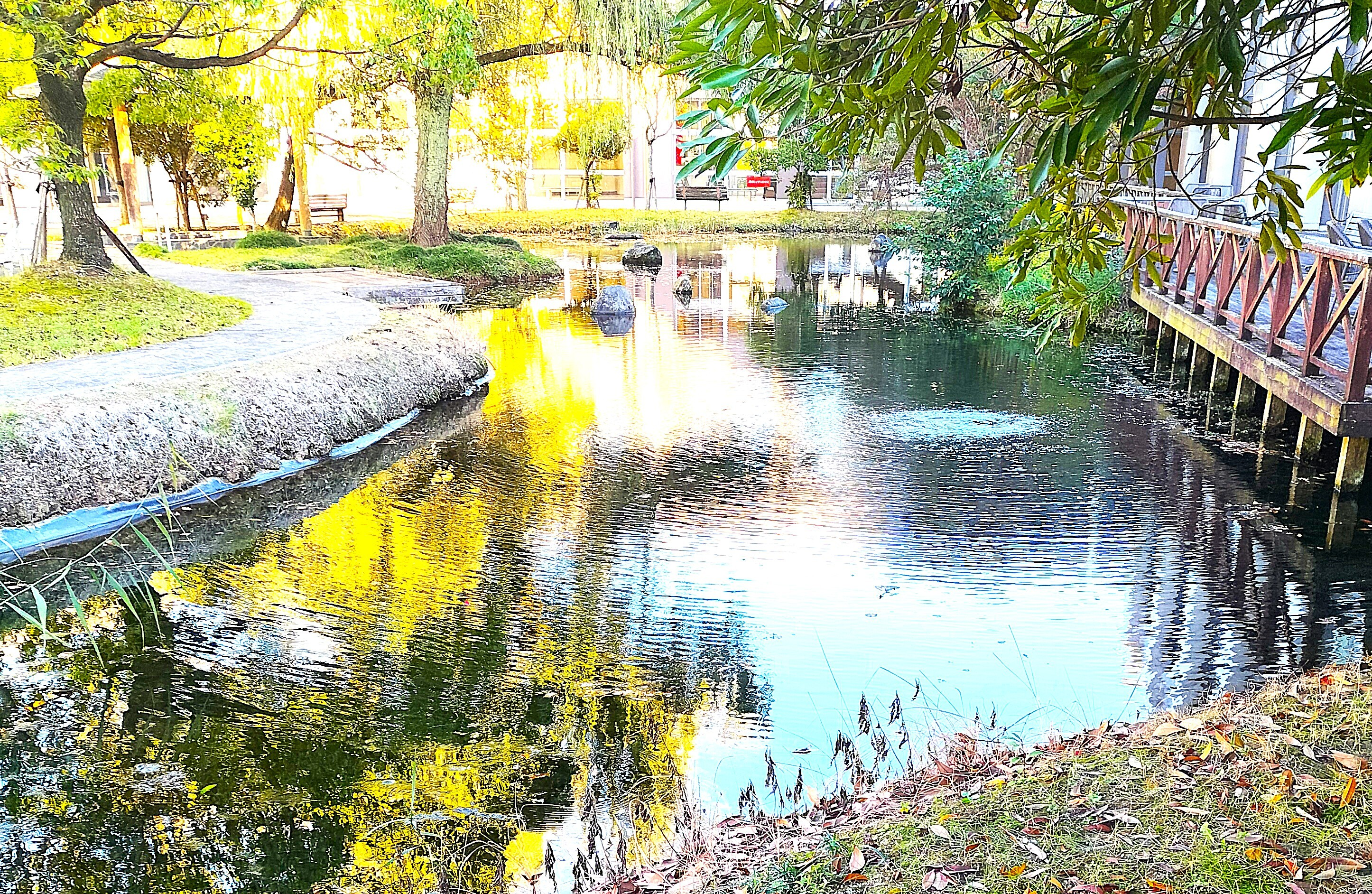
ハリヨ池

### ハリヨパークとハリヨ池
7号館と8号館の間の緑豊かな中庭をハリヨパークと呼ばれており、石の彫刻、噴水などがある。
大学敷地内には天然記念物に指定されているハリヨが生息している。
ハリヨ池は大学の環境教育のシンボルにもなっている湧水池である。

## 沿革
- 1967年 - 岐阜経済大学開学。経済学部経済学科を設置。
- 1981年 - 地域経済研究所を設置。
- 1986年 - 経済学部に産業経営学科を増設。
- 1994年 - 経済学部産業経営学科をもとに経営学部を開設。産業経営学科と経営情報学科を設置。
- 1999年 - ソフトピア共同研究室を開設。上海財経大学と教育学術交流協定を締結。沖縄大学と学生交流協定を締結。
- 2000年 - 経済学部にコミュニティ福祉政策学科を増設。ハワイ大学と学生交流協定を締結。
- 2001年 - 経営学部産業経営学科を経営ビジネス戦略学科に名称変更。大学院経営学研究科経営学専攻修士課程開設。留学生別科を設置。情報技術研究所（IT研究所）を設置。
- 2003年 - 地域連携推進センターを設置。
- 2006年 - 経営学部経営ビジネス戦略学科をスポーツ経営学科に改組。
- 2007年 - 厚生労働大臣指定認可の介護福祉士養成施設を設置。スタジオ実習室完成。
- 2008年 - 経済学部コミュニティ福祉政策学科を経済学部臨床福祉コミュニティ学科に、経営学部経営情報学科を経営学部情報メディア学科に名称変更。江西師範大学と教育学術交流協定を締結。
- 2011年 - ボランティア・ラーニングセンターを設置。
- 2012年 - 経済学部臨床福祉コミュニティ学科を経済学部公共政策学科に改組。
- 2016年 - 南昌航空大学と学生交流協定を締結。江西財経大学と学生交流協定を締結。ダナン大学と教育交流及び東南アジア特別奨学生に関する協定を締結。
- 2017年 - 学校法人岐阜経済大学と学校法人大垣女子短期大学が合併し、4月1日から学校法人大垣総合学園となる。
- 2019年 - 看護学部看護学科設置とともに、岐阜経済大学の名称を岐阜協立大学に変更。
- 2019年 - 職業実践力育成プログラム認定
- 2020年 ｰ 地域創生研究所設置(地域経済研究所と情報技術研究所を統合)
- 2021年 - 履修証明プログラム(職業実践力育成プログラム)開講。(公財)日本高等教育評価機構による大学機関別認証評価(認定)
- 2023年 - 留学生別科廃止

## 学部・その他
- 経済学部
  - 経済学科
  - 公共政策学科
- 経営学部
  - 経営情報学科
  - スポーツ経営学科

- 看護学部
  - 看護学科

## 学生生活

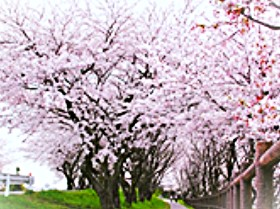

### 北方キャンパス
経済学部（経済学科、公共政策学科）、経営学部（経営情報学科、スポーツ経営学科）
大島堤北方キャンパスの学舎と大学とグラウンドの間の堤防
曽根城公園から北方キャンパスまでの1.6キロの区間の見事な桜並木。その数およそ千本。毎年、春になると遠方からも見物人が訪れます。

### 西之川キャンパス
看護学部（看護学科）

### スキル習得に特化した実践的な教育方針
2012年から、教員や公務員志望者向けに試験総合対策講座「PAC」を開始し、正課だけでなく課外での学習のサポート体制を取っている。
この大学の特徴として、4年間を通して少人数のゼミを中心に学んでいる。
また、学生全員にEメールアドレスが供与され、学内のパソコンを自由に利用できる。単位認定される短期語学研修や、1年間の海外留学もある。

### 学内ゼミナール大会
毎年12月初旬に「学内ゼミナール大会」を開催している。
岐阜協立大学ゼミナール協議会の活動の一環として行われるもので、ゼミの研究の成果を発表するイベント。
各ゼミで夏季休暇前後にテーマを決め、担当教員の指導のもとゼミ単位またはグループ単位で調査や研究を進める。
学内ゼミナール大会は、開催に向けた準備段階から最後の表彰式まで、各ゼミの代表で構成される幹事会が中心になって運営する。当日は、複数の会場で並行して発表が行なわれ、教員の審査により、会場ごとの優秀グループが決まる。
発表の内容は「学生論叢」としてまとめ、本学での学修の成果として公開し次年度の大会を引き継ぐ後輩の閲覧に供している。

#### 岐阜協立大学ゼミナール協議会（運営組織）
【主な活動】
- 日本学生経済ゼミナール、中部学生経済ゼミナール大会及びその他の各種学会への参加。
- 学内ゼミナール研究発表会、講演会の開催。
- 他大学ゼミナールとの交流促進。
- その他本会が目的を達成するに必要と認める活動[7]

### 学生相談室(カウンセリング)
岐阜協立大学の学生であれば、カウンセラーが悩みを抱えた学生とともに考え、カウンセラーとともに問題解決の糸口を見つけていく。1人、週1回30分から1時間くらいまで相談の時間が取れ、また毎週継続して相談することもできる。
費用は無料であり相談内容によっては必要に応じて他の部署や外部機関を紹介してもらえる。

## 大学院
- 経営学研究科 経営学専攻（修士課程）

### 3つのポリシー[9]

#### 「企業経営・情報ビジネスコース」
経営能力や革新能力を養成し高度情報化に対応できる人材を育成

#### 「会計・税務コース」
経営能力や革新能力を養成し高度情報化に対応できる人材を育成

#### 「スポーツ経営コース」
スポーツ界で要請される職業人および研究者を育成

### 修了要件
2年以上在学のうえ所定の科目について32単位以上修得し、さらに修士学位論文の審査に合格した場合に、修士(経営学)の学位が授与される。選択した演習の属するコースについて演習Ⅰ・Ⅱを含め16単位以上修得し、全体で32単位以上を修得する必要がある。

## 附属機関
地域連携推進センター
- 地域創成研究所
- 情報技術(IT)研究所
- ボランティア・ラーニングセンター

## 岐阜経済大学、国立大学法人岐阜大学地域科学部、岐阜市立女子短期大学連携協定
2010年11月30日に岐阜市立女子短期大学で、岐阜経済大学、岐阜大学地域科学部、岐阜市立女子短期大学連携協定の調印式が開催され、当時の岐阜経済大学谷江幸雄学長、岐阜大学地域科学部口藏幸雄地域科学部長、岐阜市立女子短期大学松田之利学長らが協定書を交わした。

## 部活動及び同好会

### 体育会
- 強化指定クラブ
  - ボート部 （2006年 全日本選手権ダブルスカル優勝、2007年 全日本大学選手権男子舵付ペア優勝）
  - 陸上競技部（2014年 日本学生個人選手権 男子走幅跳優勝、2015年 日本学生個人選手権 男子400ｍ 男子走幅跳優勝）
  - サッカー部（2012年 総理大臣杯全日本大学サッカートーナメント出場、第94回・第96回天皇杯全日本サッカー選手権出場）
  - 男子バレーボール部（2018年 第71回秩父宮賜杯全日本バレーボール大学男子選手権大会ベスト16）
  - 硬式野球部（2017年 第66回全日本大学野球選手権ベスト8）
- 準強化指定クラブ
  - 女子バレーボール部 （2018年 全日本大学女子選手権出場、2023年 全日本インカレ4位）
  - 女子ソフトボール部 （第49回 全日本大学女子ソフトボール選手権大会出場）
  - 駅伝部（第45回・第47回・第48回 全日本大学駅伝対校選手権大会出場）
- ソフトテニス部
- バドミントン部
- ラグビー部
- 水泳部PARA
- 馬術部
- 自転車競技部
- 卓球部
- 硬式庭球部
- 準硬式野球部
- スキー部（2009年 全日本インカレ4部 大回転回転競技準優勝）
- 男子バスケットボール部
- 女子バスケットボール部
- 空手道部（第54回 スーパーファイティング全日本空手道選手権大会優勝）
- 少林寺拳法部
- 軟式野球部
- 柔道部

### 文化会
- ギター部
- 軽音楽部
- HIGE☆BU
- ボランティアバンド部
- 吹奏楽部
- 沖縄県人会
- 美術部
- 漫画研究会
- 写真部

### 同好会
- フットサル同好会
- ハンドボール同好会
- 健康スポーツ同好会
- パルクール同好会
- フェンシング同好会
- スポーツマネジメントサークル
- メディアソサエティ
- laugh'in
- 就職活動サークル
- 英語学習同好会

### その他
- 岐経祭実行委員会
- マイスター倶楽部
- 自治体財政研究会
- ソフトピア共同研究室

## 地方自治体との協定
- 岐阜県（地域貢献協力協定を締結・2003年）
- 大垣市（地域連携協定を締結・2003年）
- 揖斐川町（地域連携協定を締結・2003年）
- 高山市（地域連携協定を締結・2004年）
- 美濃加茂市（地域連携協定を締結・2006年）
- 坂祝町（まちづくり連携協定を締結・2006年）
- 下呂市（地域連携協定を締結・2006年）
- 郡上市（地域連携協定を締結・2008年）
- 海津市（地域連携協定を締結・2009年）
- 山県市（地域連携協定を締結・2016年）

## 系列校
- 大垣女子短期大学

## 協定校
- 国内
  - 沖縄大学（1999年に学生交換協定を締結）
  - 酪農学園大学（2000年に学生交換協定を締結）
  - 放送大学[10]
- 海外
  - 上海財経大学（1999年に教育学術交流協定を締結）
  - ブルゴーニュ大学（1999年に学生交換協定を締結）
  - ハワイ大学（2000年に学生交換協定を締結）
  - 江西師範大学（2008年に教育学術交流協定を締結）
  - 江西財経大学（2016年に学生交流協定を締結）
  - 南昌航空大学（2016年に学生交流協定を締結）
  - ダナン大学（2016年に教育交流協定を締結）

## 大学関係者
- 理事長 田口義隆 - セイノーホールディングス㈱代表取締役社長CEO
- 理事 神門純一 - 岐阜県副知事
- 理事 小川敏 - 大垣市長
- 学長 竹内治彦
- 看護学部長 我部山キヨ子 - 京都大学名誉教授、元全国助産師教育協議会副会長
- 客員教授 棚橋祐治 - 石油資源開発株式会社相談役
- 客員教授 堀冨士夫 - 株式会社デリカスイト代表取締役FOUNDER
- 客員教授 川村敏郎 - 元NEC特別顧問
- 経営学部教授 原田理人 - 元日本サッカー協会フットサル日本代表監督
- 経済学部講師 揖斐祐治 - 元陸上競技・マラソン選手

## 大学OB・OG

### 経済・産業
- 堀富士夫 - 株式会社デリカスイト代表取締役FOUNDER、一般社団法人日本惣菜協会会長、日本国際ポスター美術館館長、紫綬褒章受章
- 柿森英明 ｰ リックステクノ(株)元代表取締役社長。リックス(株)代表取締役副社長
- 柳瀬秀昭 - 株式会社トモエ薬品（東海３県・静岡・長野を地盤とする家庭用配置薬販売会社）代表取締役社長
- 松本淳 - 三井リハウス関西(株)代表取締役社長。三井不動産リアルティ(株)執行役員
- 今井隆    ｰ 合資会社龍の瞳代表取締役社長
- 多田勤    ｰ （株）サノテック代表取締役社長。サノヤスホールディングス常務執行役員

### 文化・芸術
- 畑直幸 - 写真家（オランダ在住）
- 石橋磨季 - 写真家

### 政治・行政
- 武藤鉄弘 - 岐阜県美濃市市長
- 細江茂樹 - 岐阜県加茂郡白川町長

### スポーツ
- 飯田覚士 - 元プロボクサー、スポーツジム経営、タレント（元WBA世界スーパーフライ級チャンピオン）
- 太田美穂 - 女子競輪選手
- 竹内雄作 - 競輪選手
- 谷口海斗 - サッカー選手 - アルビレックス新潟所属
- 長谷川務 - サッカー選手 - アスレティック220FC所属
- 與座海人 - プロ野球選手 - 埼玉西武ライオンズ所属
- 横山智也 - サッカー選手 - FC岐阜所属
- 前田美紅 - バレーボール選手
- 森木かれん - バレーボール選手
- レイレライニ・アンドラデ - バレーボール選手
- 大熊紀妙 - バレーボール選手（現在休学中）

### 芸能・マスコミ
- 亀岡利行 - 男性デュオ、ウインズメンバー
- 今井らいぱち - お笑い芸人（元お笑いコンビ ヒガシ逢ウサカ）
- みつ吉 - 東海ラジオ放送番組プロデューサー
- 中野敬裕 - タレント、俳優
- 本田清澄 - 俳優

## OB、OG校友会
- 伊吹嶺会 - 岐阜県、静岡県、滋賀県、三重県の中部各県と、島根県に支部がある。

## 公式サイト
- 岐阜協立大学